# 瓦尔贝卢纳镇
瓦尔贝卢纳镇（義大利語：Borgo Valbelluna）是意大利威尼托大区貝盧諾省的市镇。面积为167.69平方公里，2019年人口数量为13,645人。
该市镇是在2019年1月30日由伦蒂艾、梅尔和特里基亚纳三市镇合并而成。